# UFC Fight Night: Barboza vs. Lee
UFC Fight Night: Barboza vs. Lee (também conhecido como UFC Fight Night 128) será um evento de artes marciais mistas (MMA) produzido pelo Ultimate Fighting Championship, que será realizado no dia 21 de abril de 2018, na Boardwalk Hall, em Atlantic City, Nova Jérsei.

## Background
Este evento marcará a nona visita da promoção à Atlantic City, o primeiro desde julho de 2014. A última vez que a organização realizou um evento na Boardwalk Hall foi em junho de 2005.
Um combate no peso-leve entre Edson Barboza e o ex-desafiante ao Cinturão Peso-Leve Interino do UFC, Kevin Lee, será o principal deste evento.
Uma luta no peso-meio-pesado entre o vencedor meio-pesado do The Ultimate Fighter: Team Edgar vs. Team Penn, Corey Anderson, e Patrick Cummins, foi originalmente programada para o UFC 217. No entanto, Cummins retirou-se dela devido a uma infecção por estafilococos. A luta agora é esperada para ocorrer neste evento.
Paulo Costa enfrentaria Uriah Hall no evento. No entanto, Costa saiu da luta em meados de março, com uma lesão no braço.Por sua vez, os funcionários da promoção decidiram retirar Hall do evento e remarcar o embate para um evento futuro.
Augusto Mendes foi retirado de uma luta contra Merab Dvalishvilli, devido a uma possível violação da Política Antidopagem, decorrente de uma amostra fora de competição coletada em 7 de março de 2018. Ele foi substituído pelo recém-chegado na organização, Ricky Simón.

## Bônus da Noite
Os lutadores recebem $50.000 de bônus
- Luta da Noite:  Ricky Simon vs.  Merab Dvalishvili
- Performance da Noite:  David Branch e  Siyar Bahadurzada